# هربرت نبه
هربرت نبه (انگلیسی: Herbert Nebe; ۱۱ مهٔ ۱۸۹۹ – ۱۳ اکتبر ۱۹۸۵) دوچرخه‌سوار اهل آلمان بود.